# BEST ALBUM 1993 2000 OLDIES
『BEST ALBUM 1993 2000 OLDIES』（ベスト・アルバム・いちきゅうきゅうさんにせん オールディーズ）はSHAZNAのベストアルバム。2000年1月1日に東芝EMIから発売された。

## 概要
CD2枚組で構成。一部の楽曲（「Melty Love」を筆頭に、主にインディーズ時代から唄われている楽曲が中心）はニューバージョンとして再収録されている。
初回限定盤はCDケースが外袋に梱包されており、ヒストリー・フォトと2000年のカレンダーも添付されていた。現在は廃盤。

## 収録曲

### DISC1
1. Melty Love (New Version)
メジャーデビューシングルのリメイク。後に『SINGLE BEST SHAZNA&IZAM』にて再収録された。
2. Raspberry Time (New Version)
メジャーデビューシングルのカップリング曲のリメイク。
3. すみれ September Love
4. White Silent Night
5. SWEET HEART MEMORY
6. 恋人
7. AQUA
8. Love Is Alive
明記はされていないが、2ndアルバム『PURE HEARTS』に収録されたバージョンとなっている。
9. SWEET ANGEL (New Version)
1stアルバム『GOLD SUN AND SILVER MOON』に収録されている同楽曲をリメイク。
10. True Love (New Version)
2ndアルバム『PURE HEARTS』に収録されている同楽曲をリメイク。
11. Pink
12. PIECE OF LOVE
「Love Is Alive」と同様に明記されていないが、2ndアルバムのバージョンを収録。

### DISC2
1. シェリーに口づけ
シングル版を収録。
2. Tokyo Ballet Raprize
3. PURENESS
2ndアルバムのバージョンを収録。
4. DEAR LOVE (New Version)
5. C'est la vie
6. Virgin
7. MAGENTA STORY
8. I Miss you… (New Version)
インディーズアルバム『Raspberry Time』に収録された楽曲のリメイク。
9. TOPAZ (New Version)
インディーズアルバム『Promise Eve』に収録された楽曲のリメイク。イントロが長くなり、フェードアウト部分にはバイク音が流れる。
10. PEARL (New Version)
インディーズアルバム『Promise Eve』に収録された楽曲のリメイク。イントロがなくなり、歌い出し部分から始まるようになった。曲のフェードアウト部分には次トラック「Das Spiel」のイントロが流れる。
11. Das Spiel
12. Shelly
3rdシングル「White Silent Night」のカップリングに収録されたバージョン。
13. Winter's Review